# 渓間秀典
渓間 秀典（たにま しゅうてん、1920年9月24日 - 1989年7月1日）は、プロ野球球団阪急ブレーブスの球団代表、球団社長。

## 来歴・人物
大阪市の天満にある万福寺の住職の次男として生まれる。
龍谷大学文学部に進学し、映画監督の松林宗恵とは同期であった。1944年に大学卒業した後に、海軍航空隊に志願し、海軍士官となる。
復員後は、京阪神急行電鉄に入社。
1968年10月にパ・リーグ会長に就任した岡野祐の後任として、プロ野球球団阪急ブレーブスの球団代表に就任した。1976年から1978年までは球団社長を務めた。
1989年7月1日に心不全のために死去。68歳没。